# Marnoz
Marnoz – miejscowość i gmina we Francji, w regionie Burgundia-Franche-Comté, w departamencie Jura.
Według danych na rok 1990 gminę zamieszkiwało 360 osób, a gęstość zaludnienia wynosiła 74 osoby/km² (wśród 1786 gmin Franche-Comté Marnoz plasuje się na 405. miejscu pod względem liczby ludności, natomiast pod względem powierzchni na miejscu 815.).